# 인 더 하우스
인 더 하우스(Dans la maison)는 2012년 공개된 프랑소와 오종 감독의 프랑스의 드라마 영화이다. 오종의 영화 각본은 후안 마요르가의 연극 엘 치코 데 라 울티마 필라(El chico de la última fila)를 대략적으로 기반으로 한다.
이 영화는 2012년 산세바스티안 국제 영화제에서 본상인 황금조개상(Golden Shell)과 최우수 각본상 심사위원상을 수상했다.

## 줄거리
중년의 문학 교사 제르맹은 글쓰기 지도를 해주면서 16세 제자 클로드 가르시아와 특별한 유대감을 쌓게 된다. 영리하지만 냉소적인 클로드는 점차 반항적이고 반사회적인 모습을 보이며, 주변 관계를 능숙하게 조종하고 자신의 욕구를 채우는 데 뛰어난 재능을 드러낸다. 그는 친구의 어머니와 심지어 제르맹의 아내까지 유혹한다. 클로드의 행동으로 인해 제르맹은 학교에서 해고당하지만, 흥미로운 이야기를 찾아나서는 공통의 열정 덕분에 둘은 계속해서 연락을 이어간다. 클로드는 제르맹을 통해 자신의 이야기를 더 극적으로 만들어가는 반면, 제르맹은 클로드의 삶 속으로 점점 더 깊이 빠져들며 그의 이야기 속에 영향을 받게 된다.

## 출연

### 주연
- 파브리스 루치니
- 크리스틴 스콧 토마스
- 어니스트 움하우어
- 엠마누엘 자이그너

### 조연
- 드니 메노셰
- 바스찬 유게토
- 파브리스 콜슨

## 기타
- 각색: 프랑소와 오종
- 원작자: 후안 마요르가
- 프로듀서: 에릭 엘트메이어
- 프로듀서: 니콜라스 엘트메이어
- 프로듀서: 클로드 오자르
- 음향편집: 제임스 롱리
- 의상: 파스칼린 샤반느